# بانگوئی-همتسها-مادژوئه
بانگوئی-همتسها-مادژوئه (به لاتین: Bangoi-Hamtsaha-Madjeoué) یک منطقهٔ مسکونی در اتحاد قمر است که در گرند کومور واقع شده‌است. بانگوئی-همتسها-مادژوئه ۱٬۶۵۶ نفر جمعیت دارد.